# Eparquía de Pereyáslav
La eparquía de Pereyáslav o de Pereyáslav-Ruski (en ucraniano: Переяславської єпархія y en ruso: Переяславской епархии) fue una circunscripción eclesiástica de la Iglesia ortodoxa de Constantinopla en la Rus de Kiev. Se trataba de una eparquía bizantina, sufragánea del metropolitanato de Kiev y toda la Rus. Fue suprimida circa 1279.

## Territorio y organización
La eparquía extendía su jurisdicción sobre los fieles de rito bizantino residentes en parte de la Rus de Kiev, en donde abarcaba las tierras de Pereyáslav, Súzdal y Smolensk.
La sede de la eparquía se encontraba en la ciudad de Pereyáslav (entonces llamada Pereyáslav-Ruski), en donde se hallaba la Catedral de San Miguel Arcángel, consagrada en 1089. La ciudad fue la capital del principado de Pereyáslav desde mediados del siglo XI hasta su demolición por los tártaros en 1239, desapareciendo la catedral.

## Historia

### Antecedentes
La ciudad de Pereyáslav fue mencionada por primera vez en el texto de un tratado de 911 entre el príncipe Oleg de Nóvgorod y el Imperio bizantino, donde se la menciona como Pereyáslav-Ruski para distinguirla de Preslav en Bulgaria. Vladimiro I construyó una gran fortaleza en 992 para proteger los límites meridionales de la Rus de Kiev de las incursiones de los nómadas de las estepas de lo que hoy es el sur de Ucrania. 
Desde la década de 990 Pereyáslav fue la sede de los metropolitanos de la Rus de Kiev; según la Crónica de Nikon, «muchos metropolitanos de Kiev y toda la Rus vivieron allí, y allí se nombraron obispos». Solo tras la finalización de la Catedral de Santa Sofía, fundada en 1037, la sede se trasladó a la capital titular, Kiev.

### Eparquía de Pereyáslav
Según diversas fuentes la erección de la eparquía de Pereyáslav fue en 991, 992, a principios del siglo XI, en 1054 o 1071. En general la erección de la eparquía de Pereyáslav suele datarse en 1054.
Uno de los rasgos distintivos del sistema político de la Rus de Kiev tras la muerte del príncipe de Kiev Yaroslav I el Sabio (1019-1054) fue una especie de cogobierno (que en la historiografía recibió el nombre, no del todo acertado, de «triunvirato») de sus hijos: Iziaslav I de Kiev, Sviatoslav de Chernígov y Vsévolod de Pereyáslav. Este período incluye información fragmentaria sobre la existencia en la Rus de Kiev, junto con el metropolitano de Kiev, establecido poco después del bautismo de la Rus a finales del siglo X, de dos más: en Chernígov y en Pereyáslav-Ruski. La serie de metropolitanos de Pereyáslav fue inaugurada por el griego León, autor de un tratado antilatino sobre el pan ácimo. Probablemente falleció en el invierno de 1071-1072 o en la primavera de 1072, pues en mayo de 1072 la cátedra de Pereyáslav ya estaba presidida por Pedro. El episcopado de Pedro y su sucesor, Nicolás, también fue breve, pues el nombramiento de Efraín debe datarse no después de 1076; cabe suponer que ni la candidatura de Pedro ni la de Nicolás (o quizás la de ambos) para el metropolitano pudieron ser aprobadas en Constantinopla, ya que en la lista de metropolitanos de la década de 1080 el metropolitano de Pereyáslav no aparece junto al de Chernígov, en el puesto 73, sino bastante más abajo, en el n.º 77, lo que sugiere su renovación tras una cierta pausa.
En 1239, durante la invasión mongola de la Rus de Kiev, Pereyáslav fue destruida, su obispo Simeón II fue asesinado por los mongoles y la eparquía de hecho dejó de existir, aunque Teodoro fue nombrado ese año como obispo titular y se mantuvo hasta 1269.
Sarai, un importante centro comercial en la parte baja de la cuenca del río Volga, fue una ciudad fundada en 1240 por Batú Kan como la capital del kanato mongol de la Horda de Oro y una de las mayores ciudades del mundo medieval. Con el permiso del kan, en 1261 el metropolitano Kirill II de Kiev erigió la eparquía de Sarai. Su primer obispo fue Mitrofan, de 1261 a 1269. En este último año Teognosto fue consagrado obispo de Sarai y a la vez obispo titular de la ya inexistente eparquía de Pereyáslav. La abolición definitiva de esta sede titular tuvo lugar circa 1279, cuando Teognosto finalizó su obispado.
En 1698 la Iglesia ortodoxa rusa creó el vicariato de Pereyáslav y Borýspil dentro del metropolitanato de Kiev, que el 31 de agosto de 1733 se convirtió en la eparquía de Pereyáslav y Borýspil. Esta eparquía existió hasta el 27 de marzo de 1785, cuando volvió a la categoría de vicariato.

## Episcopologio
- Nicolás † (1054-1072)
- Pedro † (1072-1082)
- Nikolay † (?-?)
- León † (circa 1069/1070-antes de 1076)[6]
- Efraín de las Cuevas † (mencionado entre 1089 y circa 1098)
- Simeón † (?-?)
- Lázaro † (11 de noviembre de 1104-16 de septiembre de 1117)
- Andrés † (1117)
- Silvestre † (1 de enero de 1118-12 de abril de 1123)
- Nicolás † (1123-1123)
- Juan † (1123-1125)
- Marcos (Macario) † (4 de octubre de 1125-6 de enero de 1134)
- Marcelo † (1134-9 de febrero de 1135)
- Macario † (1135-1141)
- Eutimio † (1141-1155)
- Basilio † (1156-1168)
- Antonio † (1168-1197)
- Pablo † (1198-1231)[7]
- Simeón II † (1239?-2 de agosto de 1239 falleció)[8]
- Teodoro † (1239-1269)[nota 1]
- Teognosto † (1269-1279)[nota 2]